# Бат, Винай
Винай Бат (англ. Vinay Bhat; род. 4 июня 1984, Санта-Клара) — американский шахматист, гроссмейстер (2008).
Выпускник Калифорнийского университета в Беркли.
С шахматами познакомился в шестилетнем возрасте. Его мать обучала его совместно со старшим братом. В десять лет стал самым молодым в истории мастером Американской шахматной федерации. Рекорд В. Бата был превзойдён через несколько лет Хикару Накамурой.
Участник Панамериканского чемпионата по шахматам (2008) и ряда других национальных и международных турниров.

## Изменения рейтинга
| Графики недоступны из-за технических проблем. См. информацию на Фабрикаторе и на mediawiki.org. |